# Auguste Lachaize
 (juillet 2020).
Si vous disposez d'ouvrages ou d'articles de référence ou si vous connaissez des sites web de qualité traitant du thème abordé ici, merci de compléter l'article en donnant les références utiles à sa vérifiabilité et en les liant à la section « Notes et références ».
Auguste Lachaize, né le 20 août 1908  à Buenos Aires et mort le 18 septembre 1970, à Neuilly-sur-Seine était un pilote de course automobile français.

## Carrière en sport automobile
Lors des 24 Heures du Mans 1950, la DB tank de René Bonnet et Elie Bayol, termine 23e derrière la Monopole tank X84 Panhard de Jean de Montrémy et Jean Hémard. Par contre, elle devance la Panhard Dyna X84 Sport d'Auguste Lachaize et Albert Debille, 26e au classement. Quant à l'indice de performance, ce ne sera pas pour cette année. Il devait participer au 24 Heures du Mans 1952, sur Porsche 356, avec Eugène Martin, ils ont été disqualifiés pour ne pas avoir stoppé son moteur lors d'un ravitaillement à la 18e heure. Il a été honoré et élevé au grade de chevalier de la Légion d'honneur.

## Statistiques

### Le-Mans
| Édition | Écurie           | Châssis            | Coéquipier     | Résultat | Note |
| ------- | ---------------- | ------------------ | -------------- | -------- | ---- |
| 1949    | Auguste Lachaize | DB Tank            | Albert Debille | 16e      |      |
| 1950    | Auguste Lachaize | Panhard Sport X 84 | Albert Debille | 26e      |      |